# Cyzicus setosa
Cyzicus setosa är en kräftdjursart som först beskrevs av Arthur Sperry Pearse 1912.  Cyzicus setosa ingår i släktet Cyzicus och familjen Cyzicidae. Inga underarter finns listade i Catalogue of Life.